# Tipula vana
Tipula vana är en tvåvingeart som beskrevs av Alexander 1934. Tipula vana ingår i släktet Tipula och familjen storharkrankar. Inga underarter finns listade i Catalogue of Life.